# Varetz
Varetz este o comună în departamentul Corrèze din centrul Franței. În 2009 avea o populație de 2.232 de locuitori.

## Evoluția populației
| An        | 1975  | 1982  | 1990  | 1999  | 2006  | 2009  |
| --------- | ----- | ----- | ----- | ----- | ----- | ----- |
| Populație | 1.278 | 1.643 | 1.851 | 1.918 | 2.086 | 2.232 |